# س. ويلفريد غريغز
س. ويلفريد غريغز (بالإنجليزية: C. Wilfred Griggs)‏ هو عالم مصريات وعالم إنسان وقسيس أمريكي، ولد في 1942.

## وصلات خارجية
- س. ويلفريد غريغز على موقع IMDb (الإنجليزية)